# Oligosoma ornatum
Oligosoma ornatum — вид сцинкоподібних ящірок родини сцинкових (Scincidae). Ендемік Нової Зеландії.

## Поширення і екологія
Ophiomorus ornatum поширені на Північному острові Нової Зеландії, а також на деяких сусідніх островах в затоці Хауракі та на північ від півострова Коромандел. Вони живуть в лісах, парках і садах, серед опалого листя, під камінням і поваленими деревами, на висоті до 600 м над рівнем моря. Ведуть присмерковий спосіб життя.